# Goniophila
Goniophila é um gênero de traça pertencente à família Arctiidae.